# Usingen
Usingen es una ciudad en Hesse, Alemania.